# 零關古道清溪峽段
零關古道清溪峽段位於四川省涼山州甘洛縣海棠镇坪壩村。南北走向，由青石塊路段和岩石路段組成，全長5公里，寬3.5公尺，路面用大石塊鑲嵌而成並修有排水溝。古道上護路兵勇駐地、廟宇、連結東、西古道橋基等遺址尚存。
零關古道形成於戰國時期，始稱牦牛道。西漢元鼎六年（前111年），《史記·西南夷列傳》記載：漢武帝復事西南夷，設相當於縣級治所零關鎮，“牦牛道”由此更名“零關道”。唐貞元十一年（799年）川西節度使韋皋為和吐番通好南詔在峽內設清溪關，零關道更名清溪道，清溪峽由此得名。零關古道被譽為“西南民族走廊”、“南方絲綢之路”，是茶馬古道上的重要組要組成部分，具有較高的歷史、社會、科學、藝術價值。2007年，零關古道清溪峽段被公佈為涼山州文物保護單位。2012年7月16日，公佈為第八批四川省文物保護單位。2013年3月5日，作为茶马古道文物点之一公布为全国重点文物保护单位。